# Burgruine Kleiner Gudenberg
Die Burgruine Kleiner Gudenberg ist die Ruine einer Höhenburg auf dem 531,8 m ü. NN hohen Kleinen Gudenberg nahe Zierenberg im nordhessischen Landkreis Kassel (Deutschland).

## Geographische Lage
Die Burgruine befindet sich im Nordteil des Naturparks Habichtswald auf dem Kleinen Gudenberg, einem dicht bewaldeten Basaltkegel, der sich knapp 2,3 Kilometer (km) westlich der Kernstadt von Zierenberg und knapp 2,3 km ostsüdöstlich von dessen Stadtteil Oberelsungen erhebt. Nordöstlich des Bergs fällt das Gelände zum Tal der Warme hin ab. Ungefähr 470 Meter südöstlich befindet sich die Burgruine auf dem Großen Gudenberg, zirka 1,9 km südlich steht der Bärenbergturm auf dem Großen Bärenberg, etwa 1,8 km nordnordöstlich befindet sich die Burgruine Falkenberg, und rund 3,15 km nordnordwestlich steht das Schloss Escheberg.

## Geschichte
Die Burg wurde 1175 erstmals urkundlich erwähnt, wurde aber wohl schon zur Zeit des hessischen Gaugrafen Werner IV. erbaut. Sie war mainzisches Lehen der Herren von Gudenberg. Die Burg wurde in den mainzisch-hessischen Auseinandersetzungen der Jahre 1269/72 von Landgraf Heinrich I. von Hessen zerstört.

## Anlage
Die Ruine ist frei zugänglich, aber nur auf teils steil zum Kleinen Gudenberg hinauf führenden Wegen und Pfaden zu erreichen. Von der einstigen Burg sind lediglich noch Graben-, Mauer- und Wallreste vorhanden.